# Lijst van Nederlandse deelnemers aan de Paralympische Zomerspelen 2008
Deze lijst van Nederlandse deelnemers aan de Paralympische Zomerspelen 2008 in Peking geeft een overzicht van de sporters die zich hebben gekwalificeerd voor de Spelen.
| Paralympiër                | Sport        | Onderdeel | Ervaring   |
| -------------------------- | ------------ | --- | ---------- |
| Willem Noorduin            | Atletiek     | Kogelstoten klasse F35/36 Discus Werpen Klasse F35/36                                                             | 6de Spelen |
| Pieter Gruijters           | Atletiek     | Kogelstoten klasse F55/56 Speerwerpen Klasse F55/56                                                               | 2de Spelen |
| Ronald Hertog              | Atletiek     | Kogelstoten klasse F42/44                                                                                         | Debutant   |
| Jos van der Donk           | Atletiek     | Kogelstoten klasse F42/44                                                                                         | 4de Spelen |
| Annette Roozen             | Atletiek     | Verspringen klasse F42 100 m klasse T42                                                                           | 2de Spelen |
| Marije Smits               | Atletiek     | Verspringen klasse F42 100 m klasse T42                                                                           | 2de Spelen |
| Marijke Mettes             | Atletiek     | 100 m klasse T46 200 m klasse T46                                                                                 | Debutant   |
| Kenny van Weeghel          | Atletiek     | 100 m klasse T54 200 m klasse T54 400 m klasse T54                                                                | 3de Spelen |
| Barbara van Bergen         | Basketbal    | Dames | Debutant   |
| Patries Boekhoorn          | Basketbal    | Dames | Debutant   |
| Sandra Braam               | Basketbal    | Dames | Debutant   |
| Petra Garnier              | Basketbal    | Dames | 3de Spelen |
| Inge Huitzing              | Basketbal    | Dames | Debutant   |
| Chèr Korver                | Basketbal    | Dames | 3de Spelen |
| Elsbeth van Oostrom        | Basketbal    | Dames | Debutant   |
| Roos Oosterbaan            | Basketbal    | Dames | 2de Spelen |
| Fleur Pieterse             | Basketbal    | Dames | 2de Spelen |
| Brenda Ramaekers           | Basketbal    | Dames | Debutant   |
| Carina Versloot            | Basketbal    | Dames | 2de Spelen |
| Jitske Visser              | Basketbal    | Dames | Debutant   |
| Eliane Salden-Otten        | Boogschieten | Recurve Klasse Staand                                                                                             | Debutant   |
| Rudy van Breemen           | CP-voetbal   | Heren | 4de Spelen |
| Bart Adelaars              | CP-voetbal   | Heren | Debutant   |
| Jeffrey Bruinier           | CP-voetbal   | Heren | Debutant   |
| Patrick van Kempen         | CP-voetbal   | Heren | Debutant   |
| Stephan Lokhoff            | CP-voetbal   | Heren | 3de Spelen |
| Joey Mense                 | CP-voetbal   | Heren | Debutant   |
| Thieu van Son              | CP-voetbal   | Heren | 3de Spelen |
| Pawel Statema              | CP-voetbal   | Heren | Debutant   |
| Dennis Straatman           | CP-voetbal   | Heren | Debutant   |
| Jeroen Voogd               | CP-voetbal   | Heren | 2de Spelen |
| John Swinkels              | CP-voetbal   | Heren | Debutant   |
| Martijn van de Ven         | CP-voetbal   | Heren | 2de Spelen |
| Sanneke Vermeulen          | Judo         | Tot 70 kg | Debutant   |
| Petra van de Sande         | Paardensport | Dressuur Graad II                                                                                                 | Debutant   |
| Sjerstin Vermeulen         | Paardensport | Dressuur Graad IV                                                                                                 | 3de Spelen |
| Ineke de Groot             | Paardensport | Dressuur Graad IV                                                                                                 | 3de Spelen |
| Sabine Peters              | Paardensport | Dressuur Graad IV                                                                                                 | Debutant   |
| Anne Francine van de Staak | Roeien       | Vier, met stuurman Klasse LTAMix4                                                                                 | Debutant   |
| Paul de Jong               | Roeien       | Vier, met stuurman Klasse LTAMix4                                                                                 | Debutant   |
| Martin Lauriks             | Roeien       | Vier, met stuurman Klasse LTAMix4                                                                                 | Debutant   |
| Nienke Vlotman             | Roeien       | Vier, met stuurman Klasse LTAMix4                                                                                 | Debutant   |
| Joleen Hakker              | Roeien       | Vier, met stuurman Klasse LTAMix4                                                                                 | Debutant   |
| Nico Blok                  | Tafeltennis  | Klasse 6 | 3de Spelen |
| Kelly van Zon              | Tafeltennis  | Klasse 6-7 | Debutant   |
| Tonnie Heijnen             | Tafeltennis  | Klasse 9-10 | 2de Spelen |
| Gerben Last                | Tafeltennis  | Klasse 9-10 | 2de Spelen |
| Robin Ammerlaan            | Tennis       | Heren | 3de Spelen |
| Maikel Scheffers           | Tennis       | Heren | Debutant   |
| Eric Stuurman              | Tennis       | Heren | 4de Spelen |
| Esther Vergeer             | Tennis       | Dames | 3de Spelen |
| Korie Homan                | Tennis       | Dames | Debutant   |
| Jiske Griffioen            | Tennis       | Dames | 3de Spelen |
| Sharon Walraven            | Tennis       | Dames | 2de Spelen |
| Dorrie Timmermans          | Tennis       | Gemengd | Debutant   |
| Monique de Beer            | Tennis       | Gemengd | 2de Spelen |
| Ronald Vink                | Tennis       | Heren | Debutant   |
| Alfred Stelleman           | Wielersport  | achtervolging Klasse B VI 1-3 baan tijdrit 1 km Klasse B VI 1-3 wegwedstrijd Klasse B VI 1-3                      | 2de Spelen |
| Jacco Tettelaar            | Wielersport  | achtervolging Klasse B VI 1-3 wegwedstrijd Klasse B VI 1-3 weg tijdrit Klasse B VI 1-3                            | Debutant   |
| Mark Homan                 | Wielersport  | wegwedstrijd Klasse CP1-2 weg tijdrit Klasse CP1-2                                                                | Debutant   |
| Monique van der Vorst      | Wielersport  | wegwedstrijd Klasse HC A-C weg tijdrit Klasse HC A-C                                                              | Debutant   |
| Laura de Vaan              | Wielersport  | wegwedstrijd Klasse HC A-C weg tijdrit Klasse HC A-C                                                              | Debutant   |
| Don van der Linden         | Wielersport  | wegwedstrijd Klasse HC C weg tijdrit Klasse HC C                                                                  | Debutant   |
| Thierry Schmitter          | Zeilen       | 2.4mR | 2de Spelen |
| Lisette Teunissen          | Zwemmen      | 50 m Rugslag Klasse S5 50 m Vrije Slag Klasse S5                                                                  | Debutant   |
| Bernadette Massar          | Zwemmen      | 50 m Vlinderslag Klasse S7 100 m Schoolslag Klasse SB7                                                            | Debutant   |
| Mirjam de Koning-Peper     | Zwemmen      | 50 m Vrije Slag Klasse S6 100 m Rugslag Klasse S6 100 m Vrije Slag Klasse S6 400 m Vrije Slag Klasse S6           | Debutant   |
| Chantal Boonacker          | Zwemmen      | 50 m Vrije Slag Klasse S7 100 m Rugslag Klasse S7 100 m Vrije Slag Klasse S7 400 m Vrije Slag Klasse S7           | 3de Spelen |
| Mendy Meenderink           | Zwemmen      | 50 m Vrije Slag Klasse S9 100 m Vrije Slag KlasseS9 400 m Vrije Slag Klasse S9                                    | 2de Spelen |
| Michel Tielbeke            | Zwemmen      | 50 m Vrije Slag Klasse S13 100 m Schoolslag Klasse SB13 100 m Vlinderslag Klasse S13 200 m Wisselslag Klasse SM13 | Debutant   |
| Mike van der Zanden        | Zwemmen      | 100 m Vlinderslag Klasse S10 100 m Vrije Slag Klasse S10 200 m Wisselslag Klasse SM10 400 m Vrije Slag Klasse S10 | 2de Spelen |
| Sanne Bakker               | Zitvolleybal | Dames | debutant   |
| Karin van der Haar         | Zitvolleybal | Dames | debutant   |
| Karin Harmsen              | Zitvolleybal | Dames | 2de Spelen |
| Paula List                 | Zitvolleybal | Dames | 2de Spelen |
| Djoke van Marum            | Zitvolleybal | Dames | 2de Spelen |
| Elvira Stinissen           | Zitvolleybal | Dames | Debutant   |
| Josien ten Thije           | Zitvolleybal | Dames | 2de Spelen |
| Rika de Vries              | Zitvolleybal | Dames | Debutant   |
| Petra Westerhof            | Zitvolleybal | Dames | 2de Spelen |